# Paranthrene aureoviridis
Paranthrene aureoviridis is een vlinder uit de familie wespvlinders (Sesiidae), onderfamilie Sesiinae.
Paranthrene aureoviridis is voor het eerst wetenschappelijk beschreven door Petersen in 2001. De soort komt voor in het Oriëntaals gebied.